# Myadoropsis elongata
Myadoropsis elongata is een tweekleppigensoort uit de familie van de Myochamidae. De wetenschappelijke naam van de soort is voor het eerst geldig gepubliceerd in 1915 door May.